# Marathon van Turijn 1993
De marathon van Turijn 1993 werd gelopen op zondag 25 april 1993. Het was de zevende editie van deze marathon.
De Italiaan Walter Durbano kwam bij de mannen als eerste over de streep in 2:11.13. Hij had een voorsprong van 58 seconden op zijn landgenoot Raffaello Alliegro. Bij de vrouwen werd de wedstrijd gewonnen door Emma Scaunich in 2:34.17, een parcoursrecord.

## Uitslagen

### Mannen
| rang   | naam               | land | tijd    |
| ------ | ------------------ | ---- | ------- |
| Goud   | Walter Durbano     | ITA  | 2:11.13 |
| Zilver | Raffaello Alliegro | ITA  | 2:12.11 |
| Brons  | Andrew Masai       | KEN  | 2:13.05 |
| 4      | Graziano Calvaresi | ITA  | 2:14.01 |
| 5      | Fernando Couto     | POR  | 2:14.52 |
| 6      | Davide Milesi      | ITA  | 2:15.15 |
| 7      | Marco Toini        | ITA  | 2:15.31 |
| 8      | Drago Paripovic    | CRO  | 2:17.18 |
| 9      | Manuel Matias      | POR  | 2:17.22 |
| 10     | Roman Kejzar       | SLO  | 2:17.27 |
| 11     | Roberto Antonelli  | ITA  | 2:19.08 |
| 12     | Aleksandr Sergin   | RUS  | 2:19.17 |
| 13     | Giuseppe Ruggero   | ITA  | 2:19.39 |
| 14     | Rudolf Jun         | CZE  | 2:19.41 |
| 17     | Osvaldo Faustini   | ITA  | 2:22.55 |

### Vrouwen
| rang   | naam             | land | tijd    |
| ------ | ---------------- | ---- | ------- |
| Goud   | Emma Scaunich    | ITA  | 2:34.17 |
| Zilver | Maria Curatolo   | ITA  | 2:36.48 |
| Brons  | Yuliya Kovalyova | UKR  | 2:37.20 |
| 4      | Loredana Ricci   | ITA  | 2:46.40 |
| 5      | Zahra Akrachi    | MAR  | 2:50.17 |

1974 ·
1975 ·
1976 ·
1977 ·
1978 ·
1979 ·
1980 ·
1981 ·
1982 ·
1983 ·
1984 ·
1985 ·
1986 ·
1987 ·
1988 ·
1989 ·
1990 ·
1991 ·
1992 ·
1993 ·
1994 ·
1995 ·
1996 ·
1997 ·
1998 ·
1999 ·
2000 ·
2001 ·
2002 ·
2003 ·
2004 ·
2005 ·
2006 ·
2007 ·
2008 ·
2009 ·
2010 ·
2011 ·
2012 ·
2013 ·
2014 ·
2015 ·
2016 ·
2017